# Anabarhynchus niveus
Anabarhynchus niveus är en tvåvingeart som beskrevs av Lyneborg 2001. Anabarhynchus niveus ingår i släktet Anabarhynchus och familjen stilettflugor. Inga underarter finns listade i Catalogue of Life.